# بيري كروجر
بيري كروجر (بالإنجليزية: Berry Kroeger)‏ هو ممثل أمريكي، ولد في 16 أكتوبر 1912 بسان أنطونيو في الولايات المتحدة، وتوفي في 4 يناير 1991 بلوس أنجلوس في الولايات المتحدة.

## أعمال

### أفلام
- (1970) تورا! تورا! تورا!
- (1971) المخلوق العجيب ذو الرأسين
- (1974) فرانكنشتاين الصغير[4]
- (1977) بذرة الشيطان

## وصلات خارجية
- بيري كروجر على موقع IMDb (الإنجليزية)
- بيري كروجر على موقع ألو سيني (الفرنسية)
- بيري كروجر على موقع ميوزك برينز (الإنجليزية)
- بيري كروجر على موقع أول موفي (الإنجليزية)
- بيري كروجر على موقع قاعدة بيانات برودواي على الإنترنت (الإنجليزية)
- بيري كروجر على موقع قاعدة بيانات الأفلام السويدية (السويدية)
- بيري كروجر على موقع قاعدة بيانات الفيلم (الإنجليزية)
- بيري كروجر على موقع كينوبويسك (الروسية)